# Bactra ablabes
Bactra ablabes är en fjärilsart som beskrevs av Turner 1946. Bactra ablabes ingår i släktet Bactra, och familjen vecklare.Inga underarter finns listade i Catalogue of Life.